# Bernat Estruç
Bernat Estruç o Estruc (segles XIV-XV) fou successivament abat de Santa Maria de Roses (1396-1401), Sant Esteve de Banyoles (1401-1408), abat del monestir de Sant Pere de Rodes entre 1409 i 1413, i de Sant Cugat del Vallès (1413-1419). Era originari de Castelló d'Empúries, doctor en drets, va començar com a monjo a Sant Pere de Rodes i a partir d'aquí va tenir una carrera important com a abat en diferents monestirs i fou canceller del comte Joan I d'Empúries en l'època de la guerra contra Pere el Cerimoniós (1384-1386). Possiblement es va exiliar com el comte a Avinyó, on va arribar a ser capità de la guàrdia de l'antipapa Benet XIII durant deu anys. En el transcurs d'una visita que l'antipapa va dur a terme a Barcelona i que va sortir de Perpinyà, va visitar Sant Pere de Rodes i segurament va intercedir per tal que el rei atorgués aquest càrrec al seu fidel. De Sant Pere de Rodes es va endur. En el seu testament i tal com testimonia Jeroni Pujades va demanar ser enterrat a l'església de Sant Pere de Rodes.
És autor d'un Tractatus contra alchimistas de 1404 i possiblement també fou ell que es va endur de Sant Pere de Rodes un Missale Parvum que actualment es guarda en el fons de Sant Cugat de l'Arxiu de la Corona d'Aragó.